# Герб Тартумаа
Герб Тартумаа (ест. Tartumaa vapp) разом із прапором є офіційним символом Тартумаа, одного з повітів Естонії.
Прийнято 5 лютого 1937 року, перезатверджено 25 вересня 1996 року.

## Опис герба
Щит скошений зліва срібним перев'язом, на якому два сині тонкі хвилясті перев'язи, у верхньому синьому полі золота 6-променева зірка, у нижньому зеленому — золота гілочка дуба з трьома листочками і двома жолудями.

## Значення
Зірка означає Тартуський університет, дуб вказує на місцеву флору, а хвилясті смуги символізують річку Емайигі.